# Парк Горошківське замчище
Парк Горошківське замчище — парк-пам'ятка садово-паркового мистецтва місцевого значення в Україні. Розташований на території Хорошівського району Житомирської області, в смт Хорошів. 
Площа 5 га. Статус присвоєно згідно з рішенням облвиконкому від 20.11.1967 року № 610. Перебуває у віданні: Хорошівська дільниця «Благоустрій-сервіс». 
Статус присвоєно для збереження парку, закладеного на початку XIX століття. Збереглося бл. 60 дубів і тополь, віком понад 200 років. Парк розташований в історичній частині Хорошева, на правому березі річки Ірша.
До серпня 2022 року носив ім'я Кутузова.